# Val Lumnezia

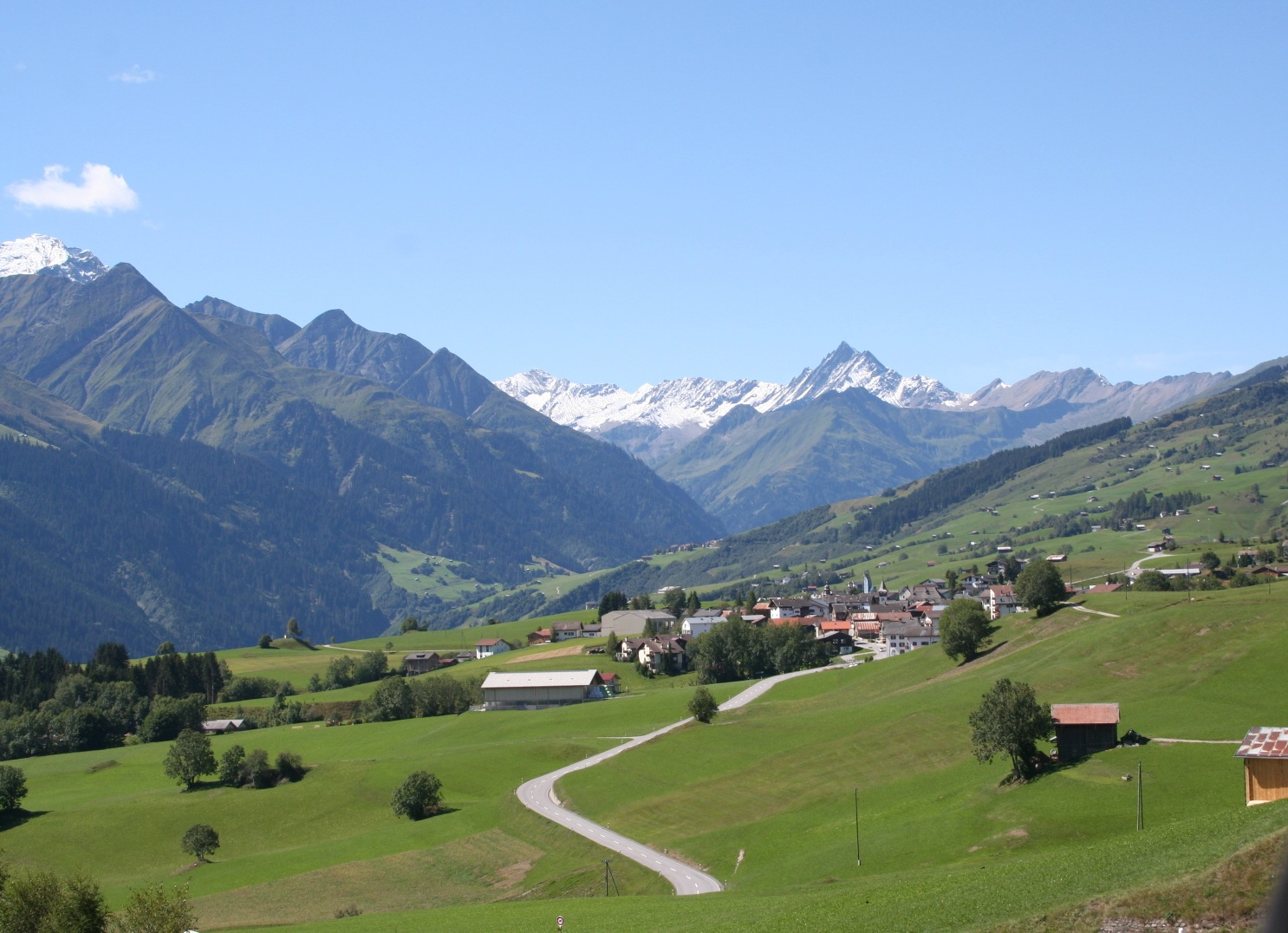
Val Lumnezia bei Vella

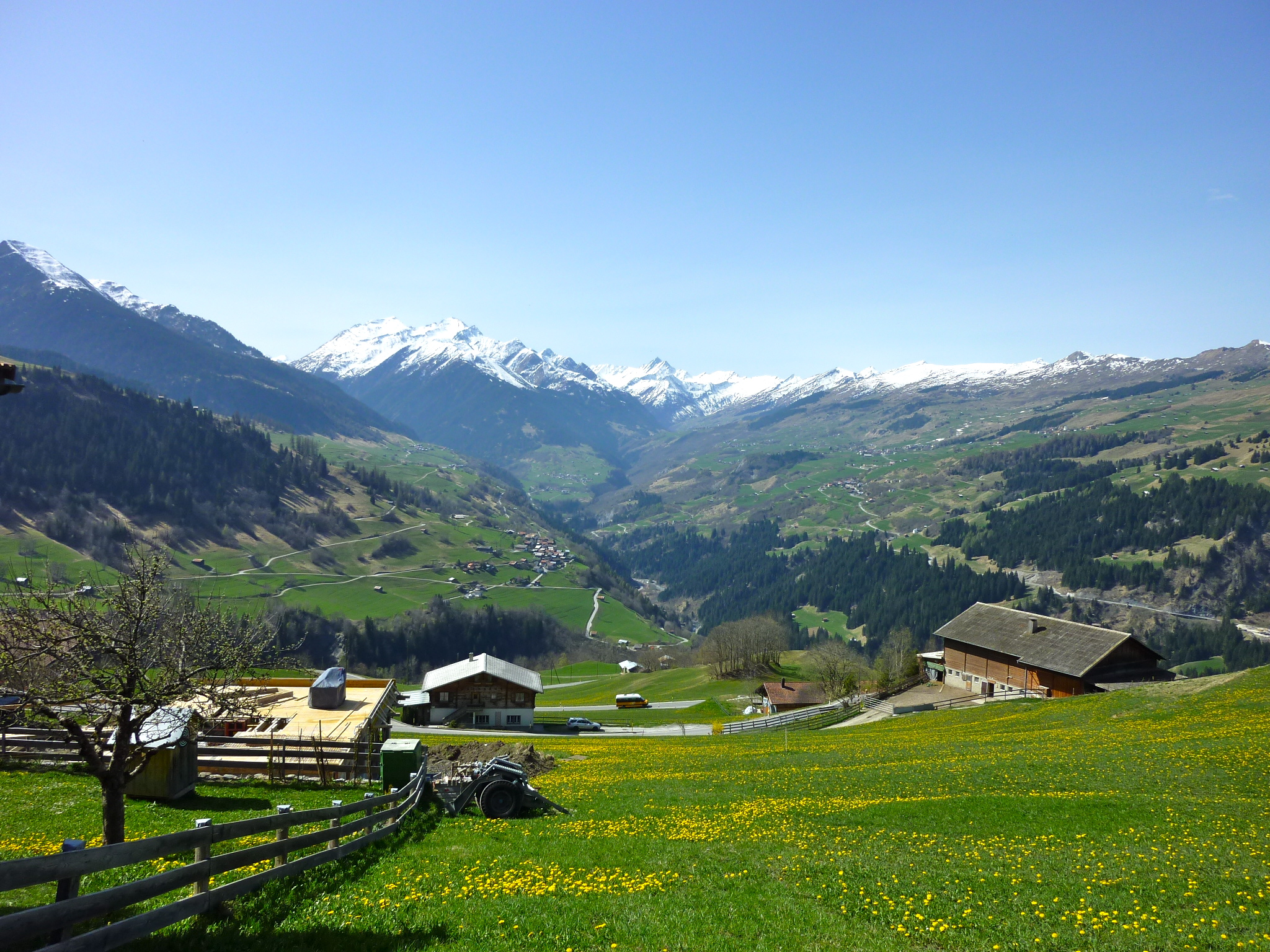
Blick in das Val Lumnezia von Riein aus

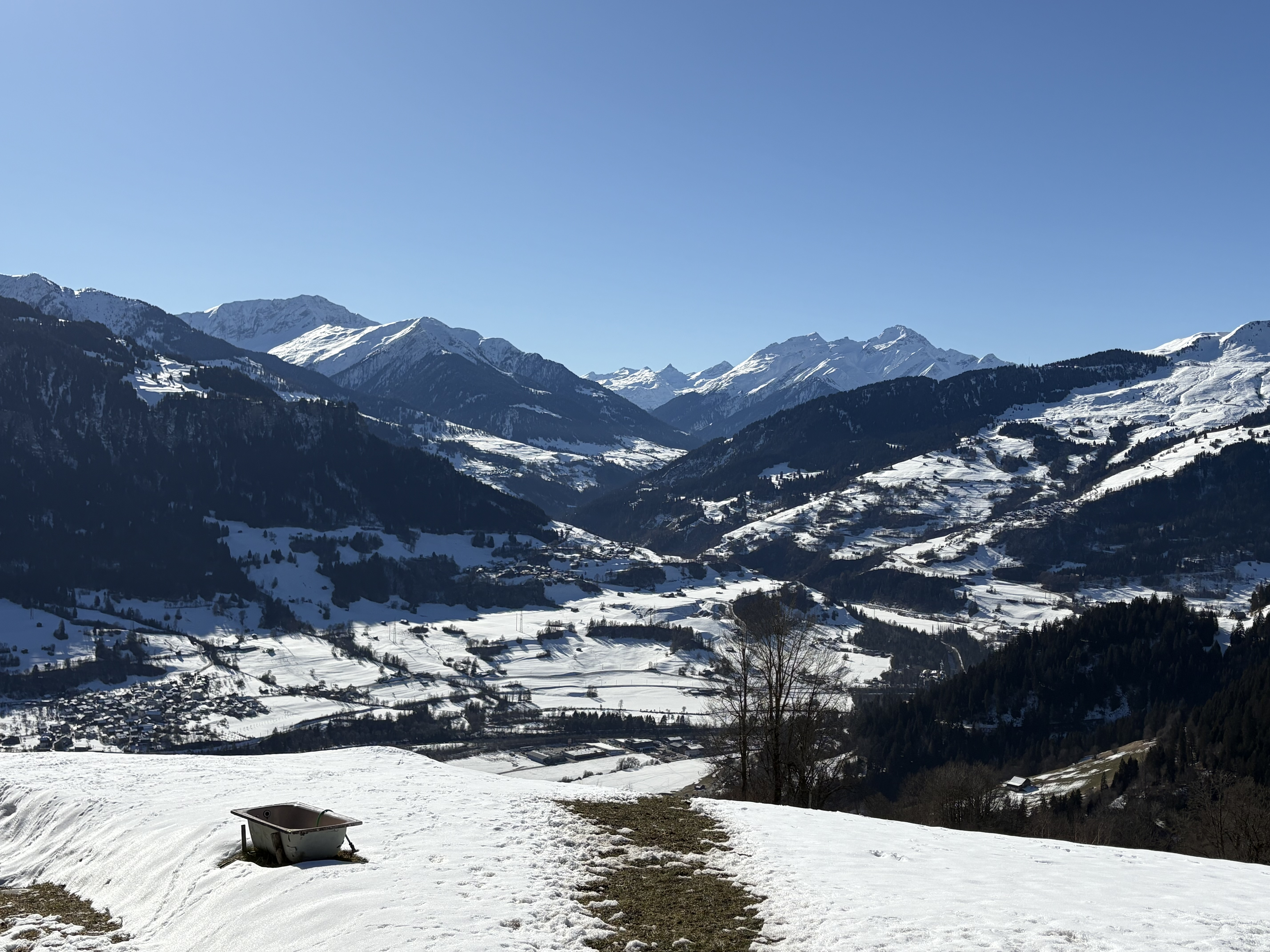
Von Falera aus

Das Val Lumnezia (bündnerromanisch [val lumˈneːtsɪ̯a]ⓘ, auch die Val Lumnezia, deutsch das Lugnez, in älteren Schriftzeugnissen auch Lungnez) ist ein Tal im Kanton Graubünden in der Schweiz und erstreckt sich von Ilanz aus auf einer Länge von rund 25 Kilometern nach Südwesten.

## Geographie
Das Val Lumnezia, das grösste Seitental der Surselva, hat eine Gesamtfläche von 382 km2. Sie wird vom Glenner durchflossen, der an der Nordostflanke des Piz Scharboda entspringt und bei Ilanz in den Vorderrhein mündet. In der Mitte des Tales zweigt bei Uors das Valser Tal ab, das jedoch geografisch gesehen ein Seitental der Lugnezer Talhauptachse ist. Das inneralpine Klima zeichnet sich durch Trockenheit und viel Sonnenschein aus, auf den Höhenstufen über der Waldgrenze hochalpin.

## Sprachen und Konfessionen
Hauptsprache ist das rätoromanische Idiom Sursilvan, welches aufgrund der Germanisierung und der Abwanderung stark gefährdet ist, immerhin jedoch eine starke Gebietseinheit bildet im Vergleich anderer rätoromanischer Sprachräume. Im Valser Tal wird Walserdeutsch gesprochen. Das Lugnez ist überwiegend römisch-katholisch. Reformierte Dörfer sind Duvin, Pitasch, Riein und Luven.

## Patrozinium
Als Schutzpatron des Tales kann der Heilige Vinzens gelten, dem die ehemalige Mutterkirche des Tales, die Pleif in Vella gewidmet ist.
In Cumbel gibt es seit 1716 eine Kapelle unter dem Patrozinium des Mauritius. Sie war bis Ende des 19. Jahrhunderts Ziel einer jährlichen Prozession.

## Politische Gliederung
Im Val Lumnezia liegen die Dörfer Vrin, Lumbrein, Degen (bestehend aus Fraktionen Degen, Rumein und Vattiz), Vignogn, Vella, Cumbel, Morissen, Suraua (bestehend aus den Fraktionen Camuns, Uors-Peiden, Tersnaus, Surcasti), Duvin, St. Martin und Vals. Politisches Zentrum ist Vella. Am 1. Januar 2013 fusionierten die Mehrzahl der Gemeinden (ausser Vals, St. Martin, Lunschania, Luven, Pitasch, Duvin und Riein) zur neuen Gemeinde Lumnezia.
Surcuolm gehörte bis am 31. Dezember 2015 politisch zum Kreis Lumnezia, liegt aber nicht im Tal, sondern jenseits des Piz Mundaun und zählt heute zu Obersaxen-Mundaun. Riein, Pitasch, Duvin und Luven gehören zwar geografisch zum Val Lumnezia, politisch haben sich letztere ab 2016 mit weiter Orten zur Gemeinde Ilanz/Glion in der Region Surselva angeschlossen.

## Tourismus und Sehenswürdigkeiten
- Sehenswerte Kirchen sind neben anderen die Katholische Kirche Vella mit Malereien von Hans Ardüser und Alois Carigiet sowie die Katholische Kirche Pleif bei Vella.
- Bei Degen findet alljährlich das Open Air Val Lumnezia statt, der zurzeit grösste Musik-Event im Kanton Graubünden.
- Es besteht ein Zugang zum Skigebiet «Obersaxen Mundaun Val Lumnezia» in Vella und zudem ein Skigebiet in Vals.
- Mehrere Gebäude des auf Holzbauten spezialisierten Architekten Gion A. Caminada in Vrin.
- Badesee mit saisonalem Campingplatz in Davos Munts (ca. 1300 m) bei Degen GR.
- Ski- und Wandergebiet rund um den Piz Mundaun mit einer alpinen Maiensässlandschaft.
- Historischer Passübergang auf Saumpfaden ins Tessin über die Sommerweiden der alpinen, naturgeschützten Greina.
- 2014: Badehaus Davos Munts, Architekt: Capaul & Blumenthal[2]
- Findling Crap dalla Gneida südlich von Surcasti

## Bilder

Historisches Luftbild von Werner Friedli (1957)
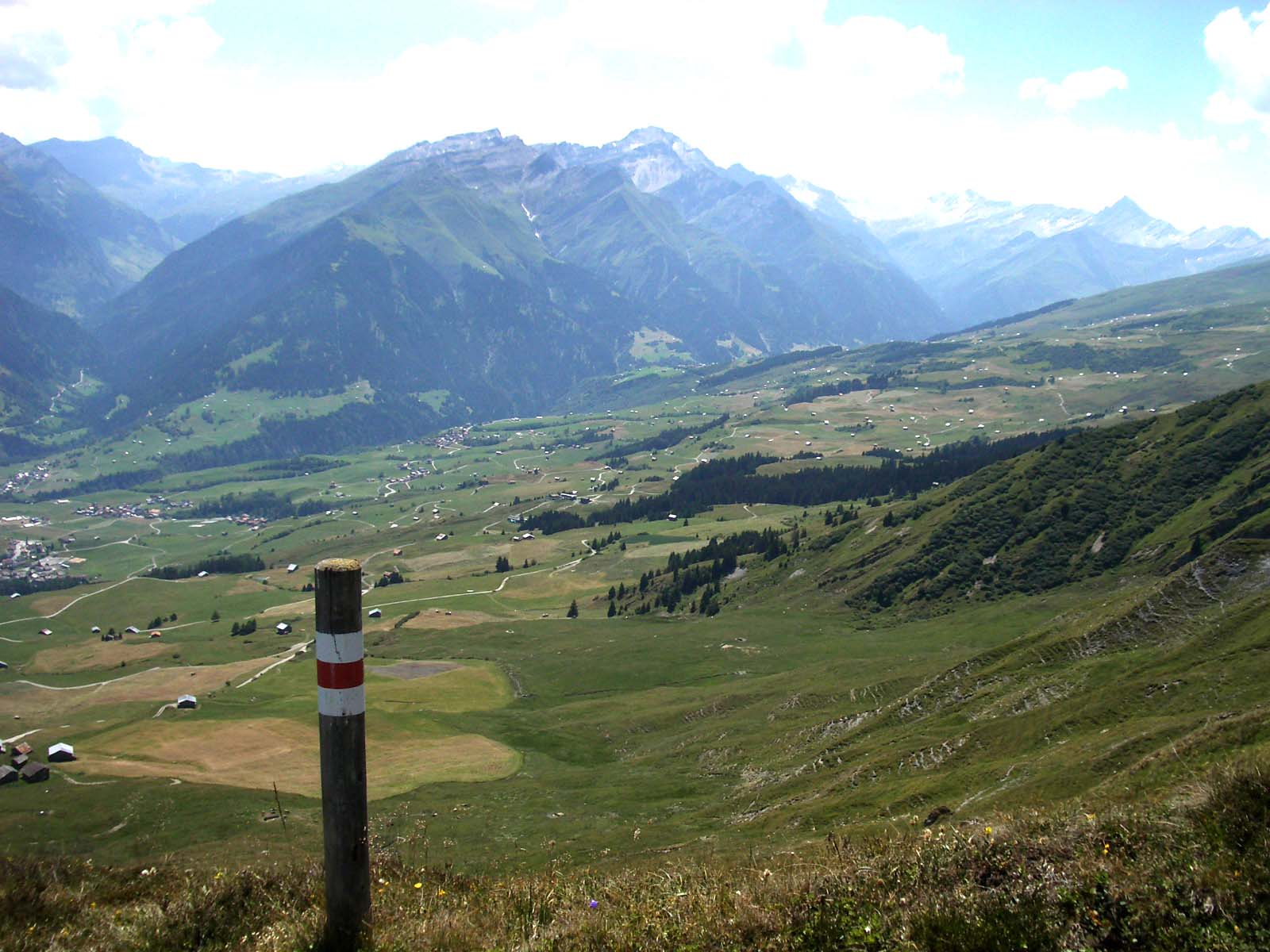
Val Lumnezia, Blick vom Piz Mundaun
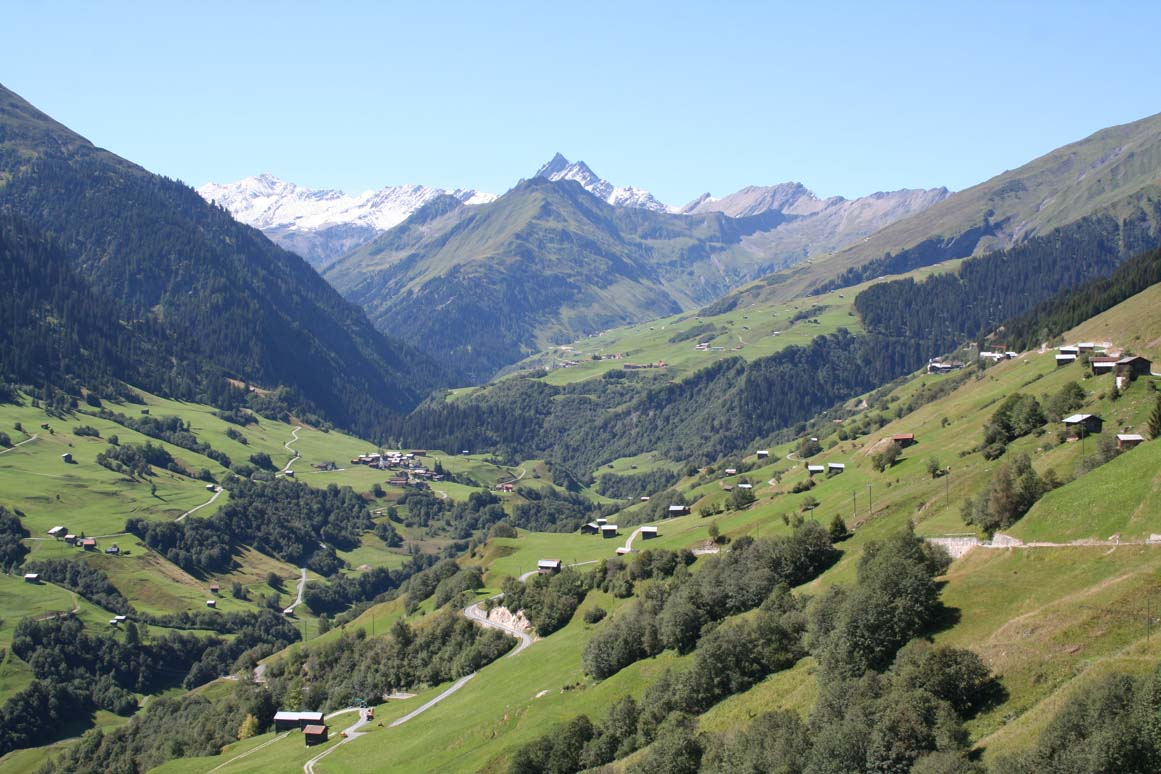
Sicht gegen Vrin
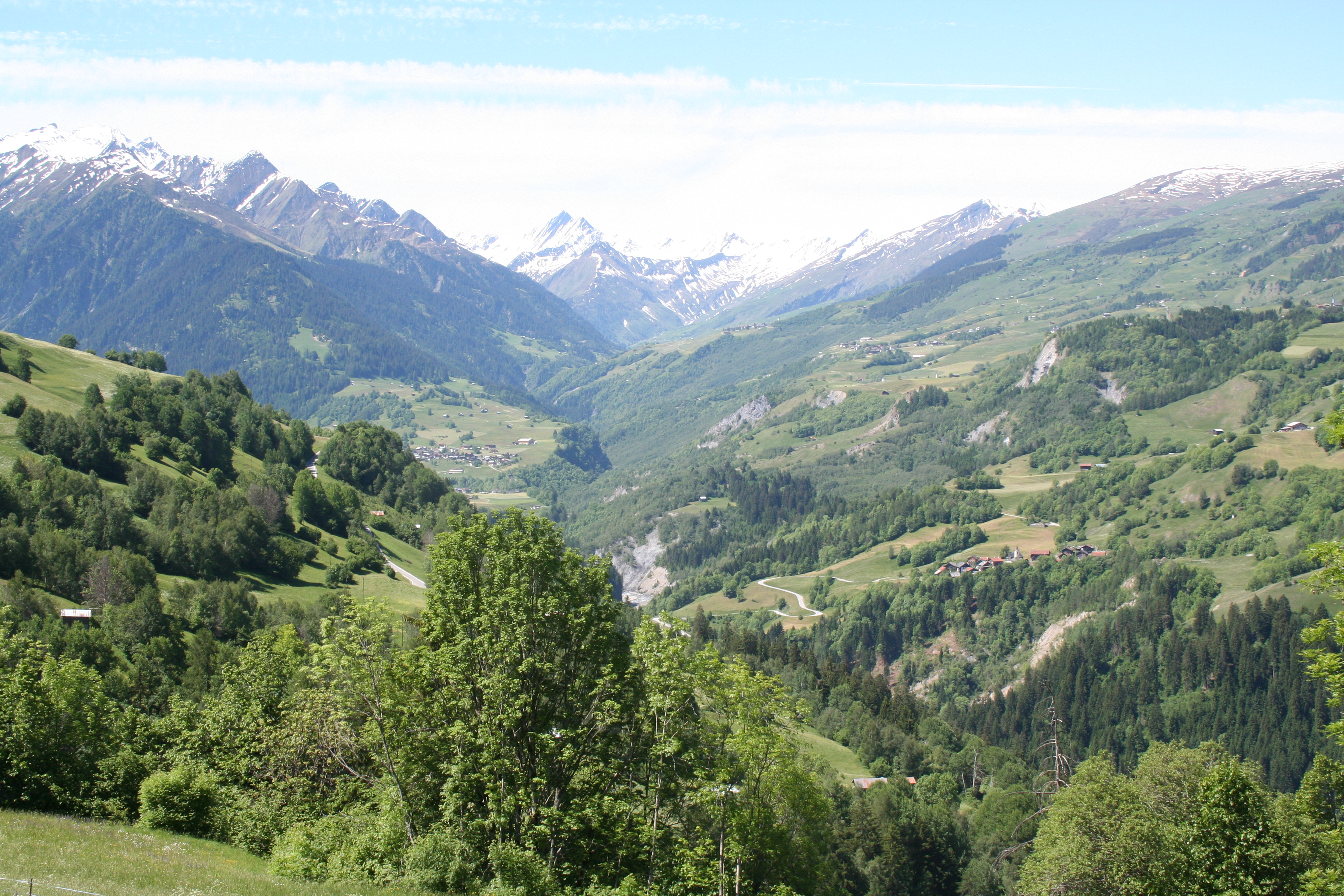
Blick ins Lugnez von Pitasch aus
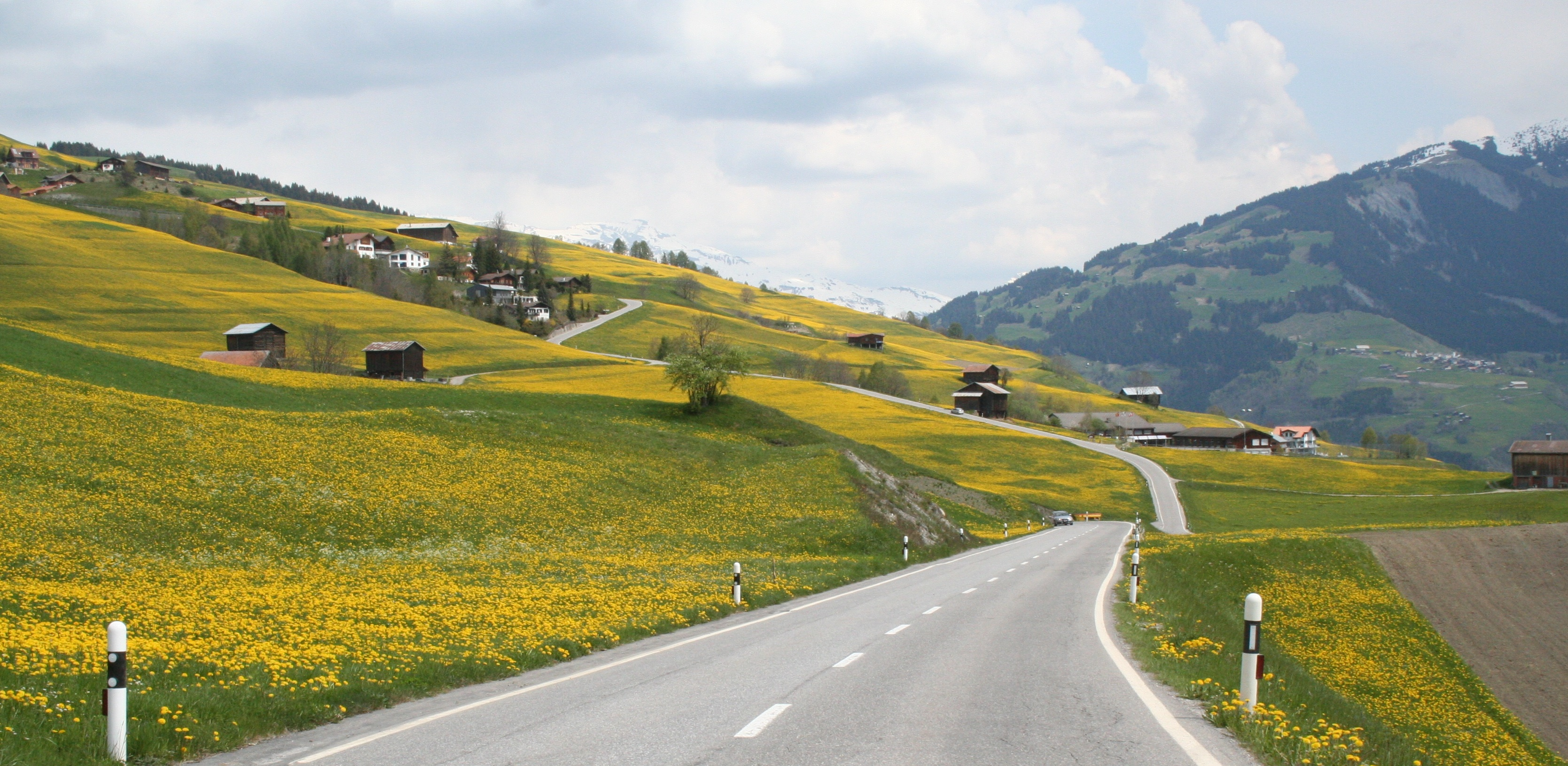
Bei Morissen, Blick nach Norden
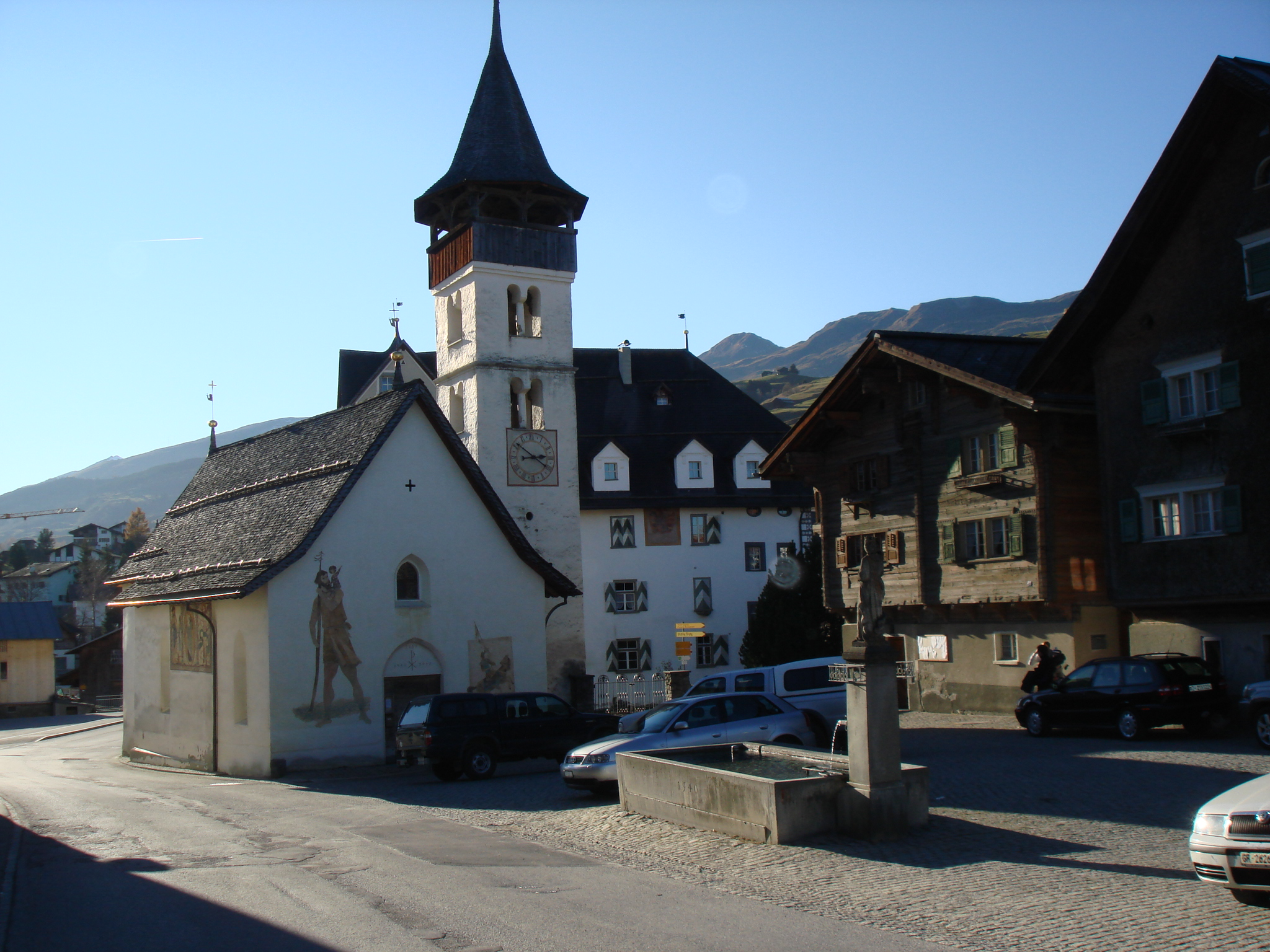
Dorfplatz in Vella GR
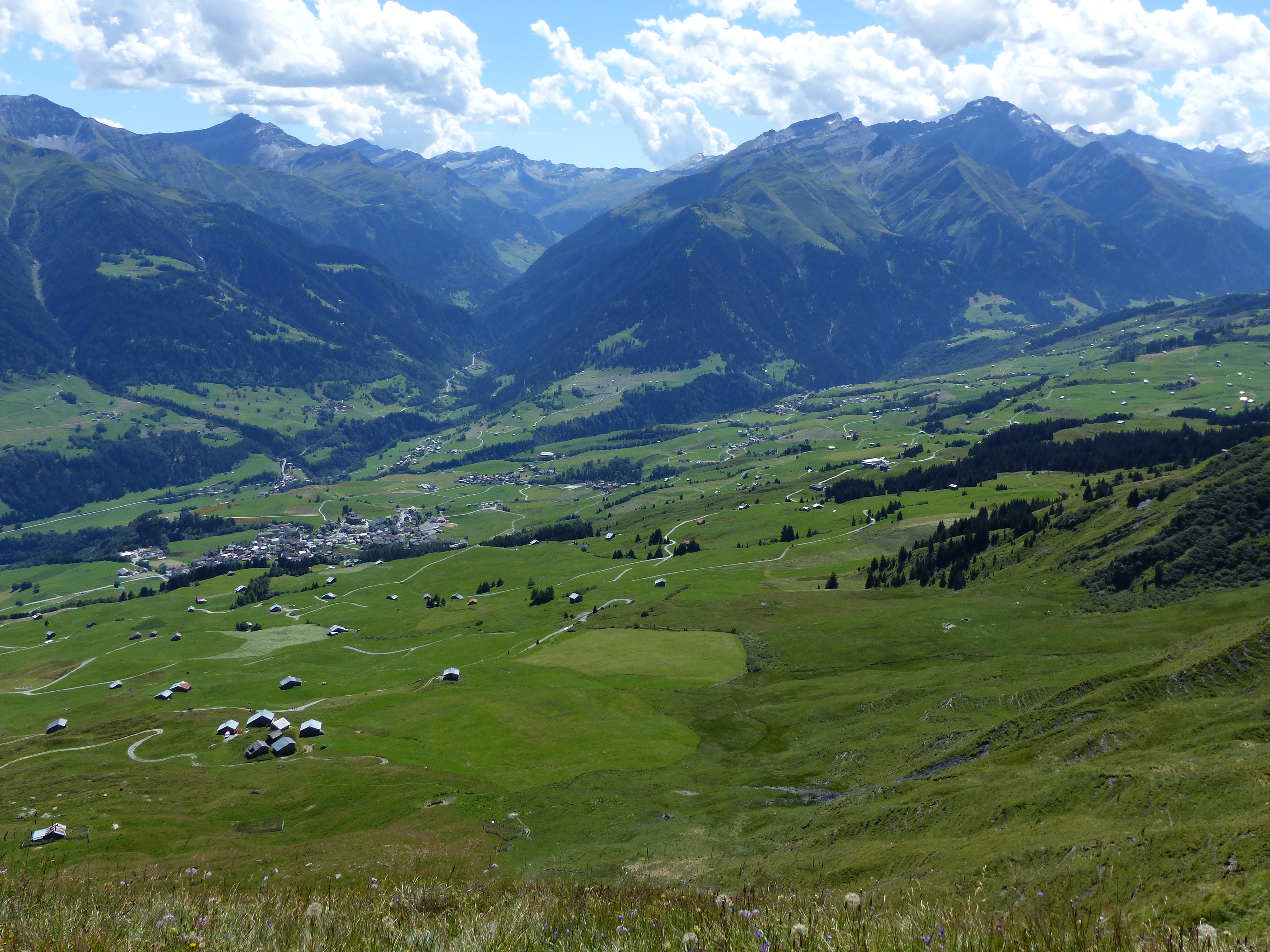
Blick vom Piz Mundaun Richtung Vella
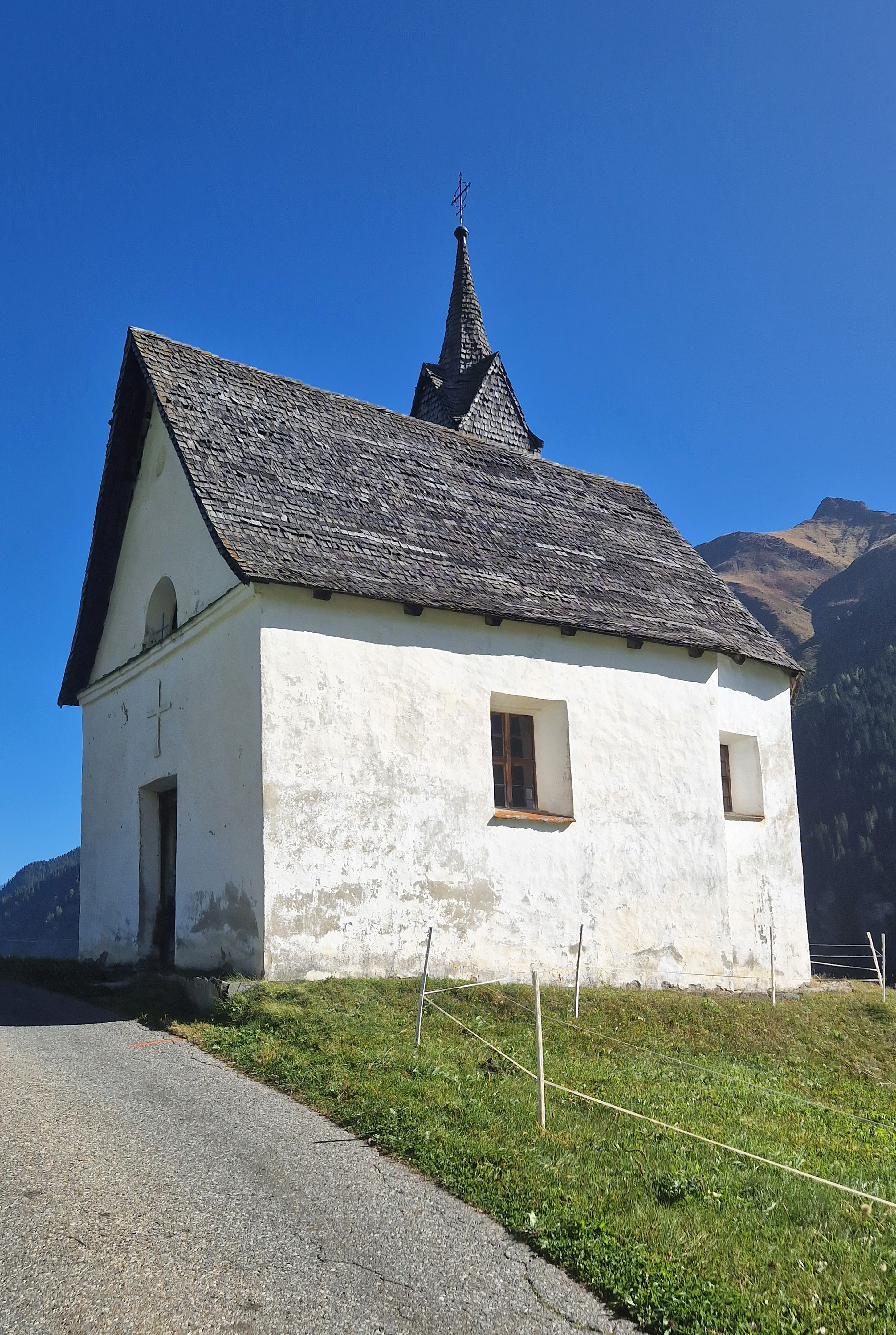
Kapelle Sogn Giusep